# Duguetia dicholepidota
Duguetia dicholepidota este o specie de plante angiosperme din genul Duguetia, familia Annonaceae, descrisă de Carl Friedrich Philipp von Martius. Conform Catalogue of Life specia Duguetia dicholepidota nu are subspecii cunoscute.